# Trigonorhinini
Trigonorhinini es una tribu de coleópteros polífagos pertenecientes a la familia Anthribidae. Contiene un solo género Trigonorhinus.

## Especies seleccionadas
- Trigonorhinus areolatus	(Boheman 1845)
- Trigonorhinus beyeri	(Schaeffer 1906)
- Trigonorhinus cylindricus	(Dethlefsen 1954)
- Trigonorhinus elongatus	(Dethlefsen 1954)
- Trigonorhinus franseria	(Barrett 1931)
- Trigonorhinus griseus	(Leconte 1876)
- Trigonorhinus irregularis	(Tanner 1934)
- Trigonorhinus japonicus	Morimoto 1999